# マリン・バイクス

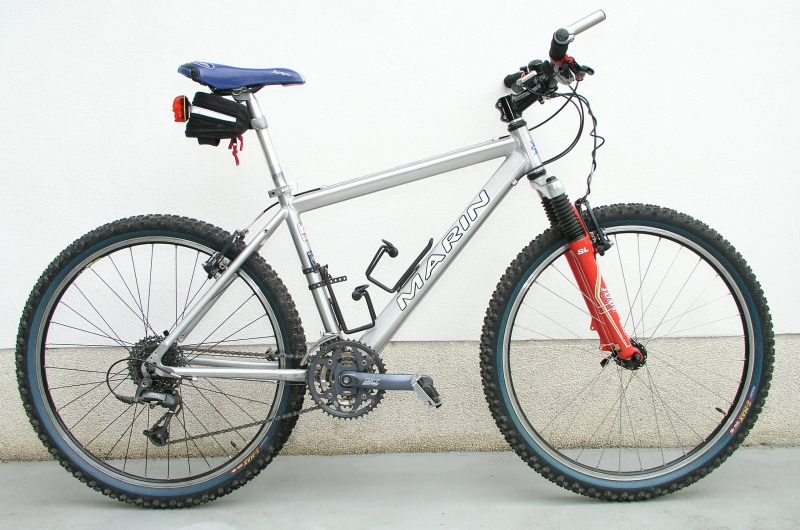
MARINのマウンテンバイク

マリン・バイクス（Marin Bikes ）は、アメリカ合衆国の自転車メーカー。1986年サンフランシスコ郊外マリン郡で設立された。
究極のマウンテンバイクを追求し、1987年にはチタンフレームで “Bike of Year”に輝いている。
続く1989年にはネオンペインティングモデルと、ジョー・ホワイトと開発した軽量フルサスペンションマウンテンバイクを発表し、シングルピボットでのコントロールの良さが一躍脚光を浴びるようになった。また2002年よりプレジャーライディングを楽しむための、より幅広い層に向けてALPモデルを展開している。